# Trường Trung học phổ thông chuyên Hưng Yên
Trường Trung học phổ thông Chuyên Hưng Yên (English: Hưng Yên High School for the Gifted, Hưng Yên Specialized High School) (tiền thân là Trường phổ thông trung học năng khiếu tỉnh Hưng Yên) là một trường trung học phổ thông công lập chuyên duy nhất của tỉnh Hưng Yên (trực thuộc Sở Giáo dục và Đào tạo tỉnh Hưng Yên) được thành lập vào tháng 5 năm 1997, sau khi tỉnh Hưng Yên được tái lập từ tỉnh Hải Hưng cũ. 
Nhiệm vụ của trường là phát hiện và đào tạo học sinh có năng khiếu, chuẩn bị cho học sinh vốn kiến thức và phương pháp tư duy sáng tạo để học tốt bậc đại học và các bậc học cao hơn, để trở thành những nhà khoa học, những chuyên gia giỏi phục vụ cho sự nghiệp phát triển đất nước.
Trường tọa lạc ở số 1, đường Chu Văn An, phường An Tảo, TP Hưng Yên.

## Lịch sử
Trước năm 1997, khi tỉnh Hải Hưng cũ còn tồn tại, tỉnh lị của tỉnh Hải Hưng đặt tại thị xã Hải Dương (nay là thành phố Hải Dương) theo đó, trường Trung học phổ thông chuyên của cả tỉnh Hải Hưng (là trường phổ thông năng khiếu tỉnh Hải Hưng) cũng được thành lập tại thị xã Hải Dương (là trường Trung học phổ thông chuyên Nguyễn Trãi - thành phố Hải Dương hiện nay).
Ngày 6 tháng 11 năm 1996, kỳ họp thứ 10 Quốc hội khóa IX ra nghị quyết chia tỉnh Hải Hưng để tái lập tỉnh Hải Dương và tỉnh Hưng Yên về như trước năm 1968. Tỉnh Hưng Yên được tái thiết lập sau gần 30 năm kéo theo cùng với việc thành lập một loạt các cơ quan hành chính mới của tỉnh, nhu cầu thực tiễn cũng đòi hỏi phải thành lập một trường Trung học phổ thông chuyên riêng biệt của tỉnh. 
Với lí do đó, Ủy ban Nhân dân tỉnh Hưng Yên, ngày 23/05/1997, ra quyết định số 496/1997/QĐ-UB về thành lập trường Phổ thông năng khiếu tỉnh - là trường THPT Chuyên trực thuộc Sở Giáo dục và Đào tạo tỉnh Hưng Yên. Với chức năng là phát hiện và bồi dưỡng những tài năng trẻ của tình trên các lĩnh vực văn hóa, khoa học, nghệ thuật.
Khi mới được thành lập, trường Phổ thông năng khiếu tỉnh sử dụng chung cơ sở vật chất với trường THPT chuyên ban thị xã Hưng Yên. Năm học đầu tiên, trường tổ chức thi và xét tuyển vào trường với cơ cấu gồm 2 khối lớp 9, 3 khối lớp 10, 2 khối lớp 11 và 2 khối lớp 12. Thời kì đầu, trường chỉ có 14 cán bộ giáo viên được điều động từ các trường PTTH trong tỉnh về giảng dạy.
Ngày 05/09/1997, trường PTTH năng khiếu Hưng Yên tổ chức lễ khai giảng đầu tiên tại hội trường trường Cao đẳng Sư phạm Hưng Yên. Sau 1 năm thành lập, được sự quan tâm của tỉnh nhà, trường được đầu tư xây dựng. Ngày 15/11/1997, trường khởi công xây dựng tại số 1, đường Chu Văn An, gồm 1 khu nhà học 4 tầng (nay là tòa nhà B1) và tòa nhà hiệu bộ 3 tầng. Năm học 2003 - 2004, Ủy ban Nhân dân Tỉnh quyết định đổi tên trường Phổ thông năng khiếu tỉnh thành trường Trung học Phổ thông Chuyên Hưng Yên. Năm 2009, trường chính thức được công nhận là trường đạt chuẩn quốc gia. Trong giai đoạn 2011 - 2015, trường được mở rộng và nâng cấp. Có thêm các dãy phòng học, phòng thư viện, phòng thực hành bộ môn, kí túc xá, sân chơi, bãi tập. Trong giai đoạn về sau, trường được sơn sửa toàn bộ các tòa nhà thành màu xanh lam thay vì màu vàng như trước đây.Năm 2017, trường tổ chức lễ kỉ niệm 20 năm thành lập nhà trường. 

## Cơ cấu

### Cơ cấu đào tạo
Hiện nay, trường đào tạo các lớp theo hệ chuyên gồm: 
- chuyên Toán (gồm 2 lớp chuyên Toán 1 và chuyên Toán 2),
- chuyên Tin học (thành lập năm 1999),
- chuyên Vật lý,
- chuyên Hóa học,
- chuyên Sinh học,
- chuyên Ngữ Văn (gồm 2 lớp chuyên Văn 1 và chuyên Văn 2),
- chuyên Lịch Sử,
- chuyên Địa lý,
- chuyên Tiếng Anh (gồm 2 lớp chuyên Anh 1 và chuyên Anh 2),

Trước năm học 2022 - 2023, hai lớp chuyên Lịch sử và chuyên Địa lí là lớp gộp Chuyên Sử - Địa. Lớp gộp chuyên Sử- Địa chính thức tách thành 2 lớp chuyên riêng biệt là chuyên Lịch Sử và chuyên Địa Lý vào năm học 2022 - 2023 nhằm phục vụ nhu cầu và mong muốn phát triển của học sinh. Trong năm học 2024 - 2025, trường thành lập 2 lớp chuyên Văn từ 1 lớp như các năm học trước đó.
Trước đó, trong năm đầu tiên thành lập, trường tuyển 4 khối lớp gồm khối lớp 9, khối lớp 10 (gồm 5 lớp: chuyên Toán - Tin, chuyên Lý - Hóa, chuyên Sinh, chuyên Văn - Sử - Địa, chuyên Anh - Pháp), khối lớp 11 (gồm 2 lớp Chuyên Tự nhiên (TN1 và TN2), lớp chuyên Anh - Pháp, lớp chuyên Văn - Sử - Địa), khối lớp 12 (gồm 2 lớp chuyên Tự nhiên (12TN) và chuyên Xã hội (12XH)). Trong 2 năm đầu thành lập, trường có tuyển các khóa học sinh từ lớp 9 (niên khóa 1997 - 2001 và 1998 - 2002).

## Cơ sở vật chất
Trường có 6 tòa nhà gồm 3 dãy phòng học B1, B2 và B3; dãy nhà hiệu bộ; dãy nhà kí túc xá, tòa nhà hội trường và nhà đa năng. Trường có 30 phòng học lí thuyết, 11 phòng học bộ môn gồm 4 phòng thực hành Tin học, 2 phòng ngoại ngữ, 6 phòng học các môn khoa học cơ bản Vật lí, Hóa học, Sinh học; các phòng chức năng, phòng thiết bị, thư viện, phòng truyền thống, phòng y tế học đường.

## Thành tích

### Nhà trường
Nhiều năm liên tục, trường được công nhận là tập thể lao động xuất sắc của tỉnh và nhận nhiều bằng khen của ủy ban nhân dân tỉnh.
- Năm học 2003-2004, năm học 2012-2013 trường được công nhận là đơn vị dẫn đầu khối THPT toàn tỉnh được UBND Tỉnh tặng cờ thi đua. [7]
- Năm 2005, 2013, 2015, trường được nhận cờ thi đua xuất sắc của tỉnh Hưng Yên.
- Năm 2009, trường được công nhận là trường THPT đạt chuẩn quốc gia.
- Năm 2014, 2015, trường nhận cờ thi đua của UBND tỉnh về đơn vị dẫn đầu khối THPT toàn tỉnh.
- Năm 2016, trường nhận bằng khen của Thủ tướng chính phủ.
- Năm 2017, trường nhận Cờ thi đua xuất sắc của Chính phủ.
- Năm 2017, trường được công nhận là trường THPT đạt chuẩn quốc gia mức độ 2.
- Tháng 5/2017, trường được công nhận đạt tiêu chuẩn chất lượng giáo dục bậc 3.

- Ngày 12/11/2017, trường THPT Chuyên Hưng Yên tổ chức lễ kỷ niệm 20 năm thành lập (1997-2017) và đón nhận Cờ thi đua của Chính phủ [6]
- Năm học 2017 - 2018, cô giáo Nguyễn Thị Huệ (Nguyên Tổ trưởng tổ Hóa học trường) được chủ tịch nước trao tặng danh hiệu Nhà giáo ưu tú.
- Năm 2018, trường được Bộ GD&ĐT tặng Cờ thi đua xuất sắc.
- Năm 2019, 2021 được Bộ GD&ĐT tặng Bằng khen.
- Năm 2020, UBND tặng Bằng khen.
- Ngày 18/11/ 2022, trường đón nhận Huân chương Lao động hạng Ba.

Trường Trung học phổ thông Chuyên Hưng Yên, tỉnh Hưng Yên lâu nay vẫn được coi là "cái nôi" ươm mầm những tài năng của tỉnh Hưng Yên. Hằng năm, tỷ lệ học sinh của trường đỗ tốt nghiệp Trung học phổ thông đạt 100%, nhiều năm trường được xếp hạng cao trong toàn quốc về điểm bình quân thi đỗ đại học. 

### Học sinh
Trường luôn là nơi đào tạo ra những thủ khoa, á khoa của tỉnh cũng như toàn quốc các khối A00, A01, B, C và D trong kì thi THPT Quốc gia và kì thi Đại học như Chu Thị Kim Liên (thủ khoa khối B năm 2008 30/30 điểm); á khoa Đại học Dược Hà Nội năm 2010- Nguyễn Thu Hiền, thủ khoa khối A01 và B00 tỉnh năm 2019 - Bùi Việt Anh và Vũ Quang Trường  
Trường cũng luôn có những thành tích đáng chú ý ở những kì thi như Olympic Duyên hải và Đồng bằng Bắc Bộ, Trại hè Hùng Vương, Khoa học Kĩ thuật cấp tỉnh và Quốc gia. Cùng với kết quả kì thi học sinh giỏi tỉnh và học sinh giỏi quốc gia đứng ở top đầu các tỉnh, thành phố trong toàn quốc. Nhiều học sinh đã được tham dự kì thi chọn các đội tuyển quốc gia đi thi quốc tế. 
Qua 20 năm (1997 - 2017), trường có tổng số trên 700 học sinh đoạt giải HSG cấp Quốc gia với 12 giải Nhất, 85 giải Nhì. 
- Trong năm học đầu tiên, trường có 28 học sinh đoạt giải HSG Quốc gia với 2 giải Nhất môn Toán 9, 1 giải Nhì môn Hóa 12 và 1 giải Nhì Toán 12.
- Năm học 2016 - 2017, có 81 giải HSG Tỉnh (trong đó 9 giải Nhất) và 39 giải HSG Quốc gia (2 Nhất, 9 Nhì). Trong đó có 1 học sinh  tham dự kì thi chọn các đội tuyển quốc gia đi thi quốc tế.
- Năm học 2017 - 2018, có 111 giải HSG Tỉnh (trong đó 5 giải Nhất, 16 giải Nhì) và 35 giải HSG Quốc gia. trong đó có 2 học sinh  tham dự kì thi chọn các đội tuyển quốc gia đi thi quốc tế.

- Năm học 2018 - 2019, có 104 giải HSG Tỉnh (trong đó 5 giải Nhất, 16 giải Nhì) và 44 học sinh đoạt giải HSG Quốc gia  (2 giải Nhất, 11 giải Nhì, 13 giải Ba). Trong đó có 6 học sinh tham dự kì thi chọn các đội tuyển quốc gia đi thi quốc tế. [13]
- Năm học 2019 - 2020, có 116 giải HSG Tỉnh (trong đó 10 giải Nhất, 34 giải Nhì) và 41 giải HSG Quốc gia (5 Nhì). trong đó có 2 học sinh tham gia kì thi chọn các đội tuyển đi thi quốc tế. [14]
- Năm học 2020 - 2021, 106 giải HSG Tỉnh (trong đó 8 giải Nhất, 17 giải Nhì) và 51 giải HSG Quốc gia (12 Nhì, 16 Ba). Trong đó có 3 học sinh tham gia kì thi chọn các đội tuyển đi thi quốc tế. [15][16]
- Năm học 2021-2022, kì thi Khoa học kĩ thuật cấp Quốc gia có 1 đề tài đoạt giải Nhất, có 94 giải HSG Tỉnh (6 giải Nhất), và 36 học sinh đoạt giải HSG cấp Quốc gia (1 Nhất, 4 Nhì). Trong đó có 2 học sinh tham dự kì thi chọn các đội tuyển quốc gia đi thi quốc tế.  [17][18]

Trường THPT Chuyên Hưng Yên cũng khẳng định được thế mạnh của mình khi đã có những học sinh tham dự kì thi Olympic khu vực và Quốc tế, đóng góp thành tích cho nền giáo dục quốc dân:
- Năm 2009, Lê Thu Hương giành được Huy chương Đồng tại kì thi Olympic Hóa học Quốc tế 2009 (IChO 2009) tổ chức ở Vương quốc Anh. [19]
- Trong 2 năm liên tiếp 2015 và 2016 có học sinh tham gia kì thi Olympic Tin học châu Á – Thái Bình Dương (APIO) là Lê Minh Quang (2015, 2016) và Trần Thanh Tùng (2016).
- Năm 2019, Nguyễn Minh Quân, học sinh lớp 12 Toán 1, đoạt Huy chương Bạc tại kỳ thi Olympic Tin học châu Á – Thái Bình Dương (APIO) [20]